# Ferdinand Porsche
Ferdinand Porsche (Vratislavice, 3. rujna 1875. – Stuttgart, 30. siječnja 1951.), češko-njemački automobilski inženjer.[gdje je živio? Gdje se je školovao?]
Rođen je u njemačkoj obitelji u Vratislavicama (Češka) u Austro-Ugarskoj. 
Bio je jedan od glavnih inženjera Trećeg Reicha. Adolf Hitler mu je zbog doprinosa dodijelio Njemačku nacionalnu nagradu za umjetnost i znanost - jednu od najrjeđih nagrada za vrijeme Reich-a. 
Preminuo je nakon srčanog udara u Wolfsburgu 1951. godine.

## Veliki konstruktor automobila
Jedan od najvećih konstruktora automobila Ferdinand Porsche bio je jedan od rijetkih ljudi koji su se usudili nametati svoje ideje nacističkom Führer-u Adolfu Hitleru. 
Kako je Hitler sanjao o automobilizaciji svog Reich-a, Porsche ga je ushitio narodnim automobilom koji neće stajati više od prosječnog motocikla.

Vrhunska stručnost i nastup bez respekta priskrbili su Porscheu, Hitlerovu potporu i mogućnost konstruiranja Volkswagen-ove bube, njemačkog odgovora na Fordov model T.
Još kao mladić Porsche je eksperimentirao sa zrakoplovnim motorima, zrakoplovima i električnim helikopterima, velikim topničkim traktorima i motornim vlakovima.
Već 1937. u pogonu kod Daimler-Benz-a proizveo je prvih 30 automobila koji su zbog neobična izgleda podrugljivo nazvani Käfer=buba.

Neposredno poslije II. Svjetskog rata 1945. godine, 1785 buba već je izašlo iz poluporušenih pogona u Wolfsburg-u. Taj automobil, 27 godina poslije postao je ljubimcem cijeloga svijeta, preuzevši od Fordova modela T naslov najprodavanijeg automobila u povijesti.

Ferdinand Porsche umro je 30. siječnja 1951. u trenucima kada su se na tržište počeli probijati prvi sportski automobili koje je njegov sin Ferry (Ferdinand Anton Ernst Porsche 1909.÷1998.) konstruirao na temelju Volkswagen-ove bube.

Model Porsche 356 Roadster prvi je proslavio ime slavnog konstruktora. U godinama koje su slijedile Porscheovi su modeli bezvremenskim dizajnom postali sinonimom za prestižan sportski automobil.

## Galerija slika
- Rodna kuća Ferdinanda Porschea u Vratislavicama s prototipom automobila Volkswagen
- 26. V. 1938.: Polaganje kamena temeljca tvornice Volkswagen od strane Adolfa Hitlera. Sasvim desno je Ferdinand Porsche
- Hibridni automobil Lohner-Porsche
- Porsche je bio veoma uključen u proizvodnju naprednih tenkova kao što je Tiger I.
- Model Maja
- Roadster iz 1928.-Mercedes-Benz SSK
- Volkswagenova buba
- VW Kübelwagen
- Bista u Neugablonz-u